# Жерминаль (роман)
«Жермина́ль» (фр. Germinal) — тринадцатый роман французского писателя Эмиля Золя, входящий в двадцатитомный цикл «Ругон-Маккары». Впервые был опубликован в 1885 году.

## Сюжет
Действие романа отнесено к 1866—1869 годам. Механик Этьен Лантье, изгнанный с железной дороги за пощёчину начальнику, в поиске работы прибывает в шахтёрский городок Монсу. Он показывает себя как умелый работник и быстро завоёвывает уважение окружающих. Между тем он влюбляется в Катрин, дочь Маэ, пожилого шахтёра, который помог Этьену устроиться в шахту.
Условия жизни и труда в шахте стремительно ухудшаются, и рабочие объявляют забастовку. Лидером забастовщиков становится Этьен. Молодой идеалист сначала относится к забастовке с энтузиазмом. Однако забастовка усугубляет нищету, начинается голод. Этьен не может отделаться от чувства вины.
В конце концов забастовка прекращается, фактически, на условиях работодателя. Но за день до этого Суварин, русский анархист, произвёл диверсию, нарушив обшивку, защищающую шахту от затопления водой из водоносного горизонта. Поэтому в первый же день случается катастрофа: шахту затапливает. Кому-то удаётся спастись, но несколько человек, включая Этьена и его возлюбленную, остаются в шахте, уходят от потопа по боковым штрекам и остаются замурованными в толще земли. В конце романа Этьена спасают, но Катрин к тому времени уже мертва.

## Творческая история
В подготовительных материалах сохранилось около двадцати различных вариантов названия романа: «Дом трещит», «Надвигающаяся гроза», «Прорастающее семя», «Сгнившая крыша», «Дыхание будущего», «Кровавые всходы», «Подземный огонь» и другие.
Окончательное название романа символично и представляет собой отсылку к первому весеннему месяцу жерминаль по французскому революционному календарю (7-й месяц (21/22 марта — 19/20 апреля).
Тему романа автор определил так: «Роман — возмущение рабочих. Обществу нанесён удар, от которого оно трещит; словом, борьба труда и капитала. В этом — всё значение книги; она предсказывает будущее, выдвигает вопрос, который станет наиболее важным в XX веке».
В переписке Золя за 1884 год не раз можно встретить признания, что работа над новым романом продвигается с невероятным трудом («Эта дьявольская книга — крепкий орешек»).
В дни выхода романа в свет, в марте 1885 года, Золя писал Эдуарду Роду о своих творческих намерениях в этом произведении: он хотел, чтобы в «грозном рёве толпы» прозвучала рвущаяся наружу «боль целого класса».

## Оценки

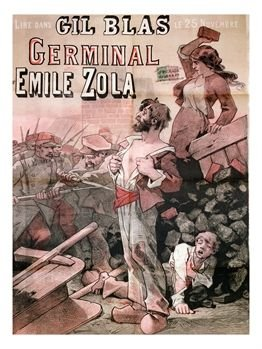

Сразу же после выхода Эмиля Золя критиковали за намеренное сгущение красок при изображении тяжёлого труда шахтёров и за чрезмерно подробное описание сексуальной жизни жителей шахтёрского посёлка. Сам автор при этом отмечал: «Меня также упрекают в неуёмном биологизме, в заведомом искажении жизни несчастных тружеников. На каждое обвинение я готов ответить документом».
Также звучали обвинения в плагиате, утверждавшие, что основой для «Жерминаля» послужил роман Мориса Тальмейера «Le Grisou».
Мопассан в письме к автору назвал его «самым мощным и самым поразительным из всех наших произведений… картины вашего романа стоят перед глазами и мыслью, точно воочию видишь всё это».
«Жерминаль» является одним из наиболее сильных, революционизирующих романов Э. Золя, в котором он предсказывает неизбежность грандиозных социальных потрясений, многократно подчёркивает необходимость переустройства хищного капиталистического общества чистогана и создания — в том числе и насильственным путём — справедливого отношения к трудящемуся человеку.
В России перевод романа почти одновременно появился в трех журналах: Наблюдатель, Изящная литература и Книжки недели. В 1885 году он вышел отдельной книгой.
С. А. Рачинский, известный идеолог церковно-приходских школ, с целью запрета публикации романа на русском языке, указывал в письме к К. П. Победоносцеву: «Знаете ли вы, что романы Золя переводятся наперерыв нашими толстыми журналами и с жадностью читаются сельским духовенством и фабричным людом? „Germinal“, быть может, лучшее, что написал Золя. Это история стачки, совершенно сходная с теми, которые на наших глазах разыгрываются на наших фабриках. Написано это грязью и кровью и пропитано убеждением в близости и законности всемирной социальной революции. — Герой — русский нигилист, в коем не трудно узнать [Л. Н.] Гартмана. Перевод ни с какими пропусками не м[ожет] б[ыть] допущен».
Высоко оценивали роман Иван Франко и Надежда Крупская, при этом официальная пресса России работу Золя не одобряла. Журнал «Русская Мысль» писал: «за грязной и звероподобной иногда оболочкой, Золя не в силах рассмотреть человека и его души».
В 1892 году в «Вестнике Европы» была напечатана статья В. Андреевича, в которой он писал: «Один роман Золя может сделать больше, чем сделают тысячи статей, исследований и памфлетов. Всякий поймёт, прочитав его, ясно и отчётливо самое важное зло того общества, в котором ему приходится жить… Золя — человек большого ума и огромного художественного таланта, и он написал книгу, которую, конечно, можно назвать одной из самых важных книг конца этого века; та закваска, которую вынесет из „Жерминаля“ душа чуткого и впечатлительного читателя, есть самое нужное для того, чтобы наше время было переходной ступенью к лучшему будущему».

## Память
В 1985 году, к 100-летию публикации романа «Жерминаль», во Франции была отчеканена юбилейная серебряная монета достоинством в 100 франков.

## Экранизации
- «Жерминаль» — режиссёр Альбер Капеллани (Франция, 1913)
- «Жерминаль» — режиссёр Ив Аллегре (Франция, 1962)
- «Жерминаль» — режиссёр Клод Берри (Франция-Бельгия, 1993)